# Abelona
Abelona is een geslacht van rechtvleugeligen uit de familie Gryllacrididae. De wetenschappelijke naam van dit geslacht is voor het eerst geldig gepubliceerd in 1937 door Karny.

## Soorten
Het geslacht Abelona omvat de volgende soorten:
- Abelona bolivari Karny, 1929
- Abelona carrikeri Hebard, 1927
- Abelona cephalocausta Karny, 1935
- Abelona frontalis Burmeister, 1838
- Abelona gigliotosi Griffini, 1911
- Abelona guadeloupensis Karny, 1935
- Abelona harpistylata Rehn, 1918
- Abelona laevigata Brunner von Wattenwyl, 1888
- Abelona longipennis Pictet & Saussure, 1893
- Abelona michaelisi Griffini, 1908
- Abelona parvula Walker, 1870
- Abelona roseivitta Walker, 1870
- Abelona rubescens Chopard, 1918
- Abelona salvini Saussure & Pictet, 1897
- Abelona zernyi Karny, 1932